# Chatteris
Chatteris – miasto i civil parish w Wielkiej Brytanii, w Anglii, w regionie East of England, w hrabstwie Cambridgeshire, w dystrykcie Fenland. Leży 27,5 km od miasta Cambridge i 104,9 km od Londynu. W 2011 roku civil parish liczyła 10 453 mieszkańców. Chatteris jest wspomniana w Domesday Book (1086) jako Cetriz.
W tym mieście ma swą siedzibę klub piłkarski - Chatteris Town F.C.